# Alejandro Olmos
Alejandro Olmos (San Miguel de Tucumán, 1 de mayo de 1924 - 24 de abril de 2000) fue un político, periodista e historiador argentino, una de las mayores autoridades en el estudio de la deuda externa. De ideología fuertemente nacionalista, se movilizó durante su larga vida política contra numerosos proyectos de privatización de los bienes nacionales, y llevó a cabo un largo proceso judicial denunciando la ilegitimidad de la deuda contraída con los organismos internacionales de crédito por parte de varios gobiernos argentinos considerando que es la mayor estafa contra los argentinos ya que esa deuda externa es una deuda ilegítima o deuda odiosa.

## Biografía

### Juventud
Olmos, nacido en Tucumán, cursó sus estudios en Buenos Aires. Aún alumno del colegio secundario, a los 13 años comenzó su carrera periodística con un programa en LRA1 Radio Nacional; ya entonces participaba en las actividades de los grupos nacionalistas nucleados alrededor de José Luis Torres.
A diferencia de los nacionalismos integristas y de corte católico de décadas anteriores, que se habían abocado a la defensa de la identidad nacional contra la influencia cosmopolita de los inmigrantes y al fomento de las formas tradicionales de organización de la producción agraria contra el desarrollismo laico y fabril de la Generación del '80, los movimientos nacionalistas de la década del treinta cobraron cuerpo a partir de la iniciativa yrigoyenista de dar cabida a las masas en el ámbito político, y su programa de fortalecimiento nacional tenía como eje la demolición de las oligarquías urbanas y estancieras donde el nacionalismo integrista tenía su principal asidero.
En el contexto político de la Década Infame —un concepto elaborado por Torres— esto implicaba una activa militancia contra las injerencias extranjeras en la economía nacional, fuera mediante los organismos de crédito o mediante la inversión directa en sectores estratégicos, ambos canales empleados extensamente durante el gobierno de José Félix Uriburu. Olmos, miembro de la Unión Nacional de Estudiantes Secundarios, llevó a cabo una intensa militancia política fuera de las líneas partidarias; durante sus estudios en la Facultad de Derecho y Ciencias Sociales de la Universidad de Buenos Aires continuó el contacto con la intelectualidad antiimperialista, en especial la nucleada en torno a Raúl Scalabrini Ortiz y próxima a FORJA, que preludiaba el discurso obrerista que luego caracterizaría al peronismo.
Los estudios histórico-políticos de FORJA destacaban la influencia británica en la menguada evolución de la capacidad económica de los países sudamericanos, sobre todo basándose en la complicidad de los intereses comerciales porteños. Olmos y el movimiento presionaron intensamente contra la concesión de ulteriores privilegios a las potencias extranjeras y la revocación de aquellas concedidas hasta fecha muy reciente, como las acordadas por el Pacto Roca-Runciman.

### Durante el primer peronismo
En 1943 Olmos apoyó la autodenominada Revolución del 43, que depuso al gobierno de Ramón Castillo —elegido fraudulentamente— para colocar en el gobierno al general Arturo Rawson. Aunque entre el Grupo de Oficiales Unidos (GOU), el principal actor del golpe, y el nacionalismo de Scalabrini Ortiz y Arturo Jauretche existían importantes diferencias ideológicas —sobre todo con respecto al verticalismo, la filiación católica y la germanofilia de los primeros—, el carácter nacionalista del GOU y su voluntad de no ceder a la presión norteamericana y británica que impulsaba el ingreso argentino a la Segunda Guerra Mundial fueron motivos de una alianza inestable pero duradera.
Cuando, por el Tratado de Chapultepec, Argentina finalmente declaró la guerra a las fuerzas del Eje, Olmos presentó un recurso ante las cortes federales intentando impugnar el mismo. Su acción contó con apoyo dentro del Partido Único de la Revolución Nacional —la alianza formada por la Junta Renovadora de la UCR, el Partido Laborista y el Partido Independiente que daría origen al Partido Justicialista— y un grupo de diputados encabezado por John William Cooke votó en contra de la disciplina partidaria, argumentando que el Tratado condenaba a la Argentina a la pérdida de su soberanía nacional.
Las difíciles relaciones de Olmos con el movimiento peronista continuarían en los años siguientes; cuando, en 1947, el director general de Fabricaciones Militares, Manuel Savio, presentó el proyecto del Plan Siderúrgico Nacional —que se convertiría eventualmente en la Ley 12.987, llamada "Ley Savio"—, Olmos protestó enérgicamente contra la participación del Eximbank —la agencia oficial de crédito del gobierno de los Estados Unidos— en el emprendimiento y la garantía de rentabilidad que se le ofrecía. El diputado Cipriano Reyes se hizo eco de la impugnación de Olmos y la presentó a la Cámara de Diputados, dando lugar a un caldeado debate.
Olmos inició acciones legales contra Perón, lo que lo llevó a la cárcel. No sería hasta 1950 cuando Cooke[cita requerida], que al igual que Olmos formaba parte de la Sociedad Histórica Juan Manuel de Rosas, oficiaría de mediador para restablecer las relaciones entre ambos. Ese mismo año Olmos y Cooke se contaron entre los fundadores de la Comisión Popular para la Repatriación de los Restos de Rosas, que buscaba conseguir el traslado de los restos del caudillo porteño como parte de su estrategia de rehabilitación del nacionalismo histórico de éste.

### LaRevolución Libertadora,el regreso del peronismo y el Proceso
El 16 de septiembre de 1955 la Revolución Libertadora, un golpe militar dirigido por Eduardo Lonardi, derrocó al gobierno constitucional de Juan Domingo Perón y proscribió el peronismo, restringiendo además severamente la militancia sindical. Olmos, que no debió pasar a la clandestinidad al no haber formado parte del peronismo, no tardó en organizar la oposición al régimen de Lonardi y a su inmediato continuador ultraliberal, Pedro Eugenio Aramburu.
El 13 de noviembre de ese mismo año vio la luz el primer número de Palabra Argentina, un periódico que reivindicó los derechos del proscrito peronismo, denunció la complicidad del embajador de Estados Unidos, Spruille Braden, con el dictador Pedro Eugenio Aramburu, y denunció sistemáticamente los desmanes cometidos por su gobierno de facto. El semanario Palabra Argentina, sería clausurado en repetidas ocasiones por el régimen de Aramburu.
En 1956, tras el fusilamiento de militantes peronistas el 9 de junio en la llamada masacre de José León Suárez, Olmos organizó una marcha del silencio en homenaje a los fusilados. En virtud del Decreto-Ley 4161/56 de Prohibición de elementos de afirmación ideológica o de propaganda peronista, el gobierno ordenó su captura, y Olmos debió pasar a la clandestinidad. Fue apresado, y permaneció en la cárcel hasta el triunfo de Arturo Illia en las elecciones de 1963.
En 1970 Olmos fundó el periódico Tercer Frente, afín a la rama izquierda del movimiento peronista, sumamente radicalizada durante el exilio de Perón. En 1975 fue nombrado asesor del ministro del Interior Roberto Ares, cargo que ocuparía, siendo su primera participación en el gobierno nacional, hasta el 24 de marzo de 1976, cuando el gobierno fue depuesto por una junta, dando origen al Proceso de Reorganización Nacional.

### Investigación sobre la deuda externa argentina
Hacia el fin del Proceso, el 4 de abril de 1982 presentó una querella contra José Alfredo Martínez de Hoz y otros funcionarios del gobierno cívico - militar por la toma de deuda externa. Llevaría adelante la causa durante 18 años, fundando el Foro Argentino de la Deuda Externa para promoverla. 
A su iniciativa se debió, durante la presidencia de Raúl Alfonsín, la creación de una Comisión de Ilícitos en el Senado; fue asesor de ésta y de la comisión senatorial de economía hasta 1989. En el ínterin, integró la delegación argentina ante la Organización Internacional del Trabajo en Ginebra entre 1986 y 1987.  En 1990 publicó en forma de libro su alegato con el título Todo lo que usted quiso saber sobre la deuda externa y siempre se lo ocultaron. 
El juez federal en lo criminal Jorge Ballesteros dio por terminada en forma definitiva la causa penal el 13 de julio de 2000, dándose por probados más de 470 ilícitos. Entre los hechos probados se encuentra la toma de deuda por parte de empresas públicas, como YPF, que luego eran destinadas por el gobierno para otros fines. También la estatización ilegítima de la deuda privada que se realizó en 1982. A pesar de reconocer la comisión de delitos, Ballesteros declaró que estaban prescriptos, por lo que ninguno de los implicados enfrentó pena alguna. Si bien este fallo calificó con carácter de sentencia firme a la deuda externa como  "ilegítima y fraudulenta", no se tomó medida alguna para remediar la situación (en contra de lo previsto por el Código Procesal) y tan solo se dispuso enviar copia de su sentencia al Poder Legislativo para que se encargue del tema.
Tras asumir Carlos Menem la presidencia en el 1989, se dedicó a la acción privada hasta su fallecimiento, el 24 de abril de 2000. Su hijo, Alejandro Olmos Gaona, continua investigando la deuda externa nacional, considerando que el origen de la misma está en las comisiones de los intermediarios y sus renegociaciones constituyen un claro fraude.